# Suvirivier
Suvirivier (Zweeds – Fins: Suvijoki; Samisch: Suvijohka) is een rivier annex beek, die stroomt in de Zweedse  gemeente Kiruna. De rivier ontstaat als aantal bergbeken samenstroomt en daarna noordoostwaarts gaat. De Suvirivier is met haar langste bronrivier 30.850 meter lang. Onderweg doet ze het Suvimeer aan.
Afwatering: Suvirivier →  Könkämärivier →  Muonio → Torne → Botnische Golf